# 戸崎貴広
戸崎 貴広（とさき たかひろ、1962年11月30日 - ）は、元TBSテレビ（TBS）の社員（アナウンサー→スポーツ局）で、フリーアナウンサー。

## 来歴
東京都葛飾区柴又出身。東京都立墨田川高等学校、立教大学経済学部卒業。
1986年4月、TBSにアナウンサー22期生として入社（同期は岡崎潤司・岡田泰典・武方直己）。以後、主にスポーツ中継（野球、テニス、ラグビー、フィギュア、バレーボール）を担当。
スポーツ版踏み・スポーツ実況が多かったため『JNNニュース』などでニュースを担当した経験はない。
2021年6月時点ではTBSアナウンサーの最古参だったが、同月を最後にアナウンス職を離れる。同29日のプロ野球・DeNA対中日戦テレビ中継（CS放送・インターネット配信向け）をもって、36年にわたり担当したTBSでの野球実況を降板。その後、スポーツ局へ異動。
- 2022年11月を以って定年退職。2023年からは『パ・リーグ応援宣言!ホークス中継』の実況などでフリーアナウンサーとして活動。

## 出演番組

### スポーツ中継（テレビorラジオ）
※プロ野球（NPB、MLB）、テニス、サッカーラグビーなどを担当。
- プロ野球中継[注 10]
  - S☆1 BASEBALL（テレビのNPB中継）
  - TBSラジオ エキサイトベースボール（ラジオのNPB中継。2017年限りで放送を終了したが、2018年以降も一部JRN系列地方局向け裏送りによるDeNA主催試合中継を担当することがあった[注 11]）
  - Ｊリーグ中継
  - MLB中継（テレビ）
- バレーボール世界選手権男子大会（テレビ。1998年）
- 全国高校ラグビー大会（テレビ） ※東京・関東代表校の試合を中心に3回戦もしくは準々決勝まで実況を、前述の地区が準決勝以降出場の場合はリポーターを担当していた。2019年1月7日開催の第98回大会決勝にて、桐蔭学園（神奈川）サイドのリポーターとして同大会を久々に担当した。
- 2002年ソルトレイクシティオリンピック（テレビ。ショートトラックの実況を担当し、大波乱のレースでスティーブン・ブラッドバリーが金メダルを獲得した男子1000mも実況している）[注 12]
- 2008年北京オリンピック開会式（テレビ）[注 13]
- 男子テニスATPツアー 250 マジョルカ シングルス決勝 ダニール・メドベージェフ vs サム・クエリー（2021年6月26日、スペイン・マジョルカ。WOWOW放送）[18]

### テレビ
- JNNおはようニュース&スポーツ（1987年）[10][11]
- JNNニュースコープ（1989年10月7日 - 1990年4月1日）土曜・日曜スポーツキャスター[11]
- ブロードキャスター（1992年10月 - 1993年9月）スポーツコーナー担当
- JNNニュースの森（1990年 - 1992年）土曜・日曜スポーツ＆サブキャスター[注 14]
- あなたにオンタイム（スポーツキャスター）
- JNNスポーツ&ニュース（1990年 - 1992年）土曜・日曜、スポーツ局から『ファイナルセット』のコーナーを担当

テレビドラマ
- キツイ奴ら!スペシャル－栄冠は君に輝く（1990年7月16日放送） ※「戸﨑貴広」名義[注 15]
- Happy!（2006年4月7日）試合実況 役[注 16]
- Happy!2〜私先輩のためにガンバリます〜（2006年12月26日放送）[19]
- リーダーズII（2017年3月26日放送）[19]

### ラジオ
- サンデースポーツ（1989年）[10][11]
- 夜はこれから（1992年）[10][11]
- ザ・ヒットパレード（1994年）[10][11]
- 痛快!スポーツ天国
- 講談社 ラジオブックス（不定期）
- 森本毅郎・スタンバイ!「スポーツスタンバイ」担当（不定期）

## エピソード
- 1992年9月11日、日本プロ野球史上最長の6時間26分にも及ぶロングゲームとなった　阪神対ヤクルト戦で実況を担当[注 17]。
- 2007年9月9日、『TBSラジオ エキサイトベースボール』巨人対阪神（東京ドーム）の実況中継で、試合が延長戦になった10回表の阪神攻撃中に声が嗄れてしまい、解説を担当していた田淵幸一から「お茶でも飲んで気合いいれたら?」と励まされるも10回裏の巨人の攻撃前に完全に声が出なくなり、急遽ベンチリポートを担当していた土井敏之に交代した[6]。
- 2023年1月30日に本来MCの矢野武が体調不良で休みとなったラグビーウィークリーのピンチヒッターを務めた。